# Tylototriton notialis
Tylototriton notialis, Cá cóc Nam Lào, là một cá cóc trong họ Salamandridae. Cá cóc Nam Lào được Stuart, Phimmachak, Sivongxay, và Robichaud mô tả năm 2010 Nó chỉ được biết đến từ địa phương loại hình của nó ở Khu bảo tồn đa dạng sinh học Nakai-Nam Theun, tỉnh Khammouane, miền trung Lào. Địa phương điển hình của cá cóc Nam Lào là rừng thông hỗn hợp thường xanh rụng lá; chúng được tìm thấy trong và gần một con suối nhỏ. Nhiều khả năng cá có Nam Lào cũng sẽ được tìm thấy ở các vùng giáp ranh của Việt Nam. Dựa trên dữ liệu di truyền phân tử, nó thuộc nhóm Cá cóc sần (Tylototriton asperrimus). Cá cóc Nam Lào là một loài cá cóc nhỏ, có tổng chiều dài khoảng 11–14 cm (4,3–5,5 in).